# Violenza e costanza
Violenza e costanza, ossia I falsi monetari è un'opera in due atti di Saverio Mercadante, su libretto di Andrea Leone Tottola. La prima rappresentazione ebbe luogo al Teatro Nuovo di Napoli il 19 gennaio 1820 diretta dal compositore e il lavoro ebbe un «fortunatissimo incontro».
Gli interpreti della prima rappresentazione furono:
| Personaggio      | Interprete                |
| ---------------- | ------------------------- |
| Federico         | Giacomo Guglielmi         |
| Amalia           | Brizzi                    |
| Atlante          | Antonio Tamburini         |
| Alessio          | Gennaro Luzio             |
| Marcone          | Gennarino "Pappone" Luzio |
| Elena            | Teresa Cecconi            |
| Braccio di Ferro | Salvati                   |
| Eugenio          | Giuseppe Papi             |

L'opera contiene parti in prosa e dialetto napoletano.

## Struttura musicale
- Sinfonia

### Atto I
- N. 1 - Introduzione e Cavatina di Atlante Ermo è il sito - Colei che m'accende (Braccio, Coro, Atlante)
- N. 2 - Duetto fra il Conte ed Amalia Vedi, mio ben, qual giubilo
- N. 3 - Coro e Sestetto Come riveste Aprile - Se un tanto ben m'è dato (Coro, Conte, Amalia, Marcone, Elena, Braccio, Atlante)
- N. 4 - Aria del Conte Va tiranno, invan presumi (Conte, Coro)
- N. 5 - Finale I Tu chi sei brutto mestaccio (Marcone, Alessio, Elena, Coro, Braccio, Amalia, Atlante, Conte)

### Atto II
- N. 6 - Duetto fra il Conte ed Atlante Non cheggio pietà
- N. 7 - Aria di Amalia Se vuoi che in pace ognora (Amalia, Atlante, Coro)
- N. 8 - Terzetto fra Alessio, Marcone ed il Conte Non sogni, figlio mio
- N. 9 - Aria di Marcone Non vuoi bere, o mio signore? (Marcone, Conte)
- N. 10 - Quintetto Non fiatate (Alessio, Conte, Elena, Amalia, Marcone)
- N. 11 - Aria di Atlante Chi difesa, chi consiglio (Atlante, Braccio, Coro)
- N. 12 - Finale II Perfido! alfin cedesti (Conte, Atlante, Amalia, Elena, Alessio, Braccio, Marcone, Coro)